# Gsprait
Gsprait ist ein Gemeindeteil von Ebersberg im oberbayerischen Landkreis Ebersberg. Der Weiler liegt circa zwei Kilometer südlich von Ebersberg.